# Gustavo von Ha
Gustavo von Ha, nome artístico de Gustavo Maiolini von Ha (Presidente Prudente, 27 de agosto de 1977), é artista visual, vive e trabalha em São Paulo. Segundo o próprio artista, ele não se encaixa em nenhuma categoria artística; faz experimentos com novas mídias e materiais com forte influência conceitual. Von Ha é o primeiro artista a ter uma obra NFT incorporada a uma coleção pública brasileira (o  MAC - USP), que se tornou também o primeiro museu no Brasil a integrar um NFT a seu acervo.

## Biografia
Filho de paulistas, cursou Comunicação na Universidade do Oeste Paulista, em Presidente Prudente, São Paulo.  Seu trabalho está sempre estruturado em uma ação performática e encontra-se nos limites entre a realidade e a ficção, a arte e o mercado, o público e o privado, a produção autoral e a indústria cultural. 
Sua produção desenvolve-se a partir de diversos núcleos de obras que operam dentro e fora do sistema artístico, atuando em várias plataformas de circulação de imagens como a internet, as salas de cinema, as bibliotecas, o comércio ambulante e o espaço público.
Von Ha trabalha com o conceito de verossimilhança, incorporando uma versão de si mesmo em cada trabalho, questionado o papel do artista nos dias de hoje. Em sua pesquisa traz à tona imagens, conceitos e histórias muitas vezes silenciadas nos meios acadêmicos brasileiros e na história da arte, revelando um interesse por questões além das narrativas hegemônicas.  Entre seus mais famosos trabalhos estão as séries de desenhos Tarsila do Amaral e José Leonilson e o projeto Heist Films Entertainment que colocou sua obra num circuito além dos limites da arte se espalhando pela internet, lojas, camelôs, cinema e TV.  
Em 2005, participou do grupo de pesquisa da artista Leda Catunda na Faculdade Santa Marcelina, em São Paulo. Leda foi uma das principais referências em seu trabalho, especialmente no quesito “apropriação de imagem”.
Em 2010, fez parte do seleto grupo de artistas escolhidos pelo curador Adriano Pedrosa para compor a primeira turma do PIESP [Programa independente da Escola Sao Paulo]. No mesmo ano, ele começou a desenvolver o projeto mais arrojado de toda a sua carreira: Heist Films Entertainment, lançado pela revista Veja em dezembro de 2011. 
Em 2012 mostrou pela primeira vez a série T.L., na Galeria Leme, em São Paulo. Trabalho onde o artista incorpora Tarsila do Amaral e José Leonilson e assume suas autorias apresentando série de desenhos espelhados idênticos aos originais.
Em 2014, recebeu o Prêmio de Artes Plásticas Marcantônio Vilaça pela FUNARTE por seu projeto Heist Films Entertainment e apresentou o projeto espalhado por três andares do Museu Oscar Niemeyer, em Curitiba. A exposição teve recorde de público.
Entre 2014 e 2018, participou de importantes mostras individuais e coletivas, como no MAM (2018); na Bienal do Mercosul (2018); na Bienal Sur (Argentina, 2017) e no MAC - USP (2016 / 2017).  
Em 2019, participou da renomada residência artística Yaddo, em Saratoga Springs, Nova Iorque. 
Seus trabalhos estão presentes em coleções privadas e públicas, como a Pinacoteca do Estado de São Paulo, MAR [Museu de Arte de Rio] e MAC-USP [Museu de Arte Contemporânea da Universidade de São Paulo].
Von Ha é o primeiro artista a entrar com uma obra NFT para uma coleção pública, o Museu de Arte Contemporânea da Universidade de São Paulo (MAC - USP), que se tornou também o primeiro museu no Brasil a adquirir um NFT.      
IMDb

## Exposições individuais
- KRENAK + VON HA, vídeo comissionado pelo SESC Thermas, Presidente Prudente, Brasil (2020)
- PROJETO MESA BRANCA, CAL-UNB [Casa da Cultura da América Latina - Universidade de Brasília], Brasília, Brasil (2018 / 2017)[21]
- VLNGO, Saracvra, Rio de Janeiro, Brasil (2017)
- INVENTÁRIO; ARTE OUTRA, MAC USP [Museu de Arte Contemporânea da USP], São Paulo, Brasil (2017 / 2016)[11] [12] [22] [23] [24] [25] [26] [27] [28] [29] [30] [31]
- HEIST FILMS, MON [Museu Oscar Niemeyer], Curitiba, Brasil (2014)[32] [33] [34] [35]
- DREAMWAVES [Antena dos Sonhos] Filme-Instalação, MAC USP, São Paulo, Brasil (2014 / 2013) [36]
- HEIST FILMS, A window in Berlin Solo Project, Berlim, Alemanha (2013)
- T.L., Galeria Leme, São Paulo, Brasil (2012)[37] [38] [39]
- DOUBLE CROSSING, Latin American Art Gallery, Tóquio, Japão (2011)
- O ESPELHO MÁGICO, Galeria Eduardo Fernandes, São Paulo, Brasil (2008)[40]
- IMAGES RÉFLÉCHIES, SycomoreArt Galerie, Paris, França (2008)
- PROJETO ANEXO, Galeria Laura Marsiaj, Rio de Janeiro, Brasil (2008)
- PRIVATE ADDICTION, Nassau Community College, Garden City, EUA (2008)
- DAILY MIRROR (S), Centro Cultural Parque das Ruínas, Rio de Janeiro, Brasil (2006)

## Exposições coletivas
- LUGAR COMUM, infiltração no instagram do museu @mac_usp, MAC USP [Museu de Arte Contemporânea da USP], São Paulo, Brasil (2020 - 2021)
- DONENESS! [Von Ha + Vivian Caccuri], DA Z Festival, Museum Für Gestaltung, Zurich (2020) [41]
- VIVIAN &amp; GUSTAVO [Von Ha + Vivian Caccuri], Dystopie Sound Art Festival, Errant Sound e.V., Berlim, Alemanha (2020)
- VIVIAN &amp; GUSTAVO [Von Ha + Vivian Caccuri], Yerevan Biennial, Armênia (2020)
- DUPLA CENTRAL, Biblioteca Mário de Andrade, São Paulo, Brasil (2020)
- TRIANGULAR, ARTE DESTE SÉCULO, Casa Niemeyer, Brasília, Brasil  (2019)
- REVELAÇÕES IMAGINADAS, A NATUREZA DE UMA CIDADE [Instalação Arqueologia Proibida], Sesc Thermas, Presidente Prudente, São Paulo, Brasil (2019) [42]

- MEMORIAL DO DESENHO, MAC USP [Museu de Arte Contemporânea da USP], São Paulo, Brasil (2019) [43]
- MAM 70, MAM [Museu de Arte Moderna], São Paulo, Brasil (2018)
- 11a Bienal do Mercosul, Porto Alegre, Brasil (2018) [9]
- QUANDO AS FORMAS SE TORNAM RELATOS, CAL-UNB [Casa da Cultura da América Latina - Universidade de Brasília], Brasília, Brasil  (2017) [44]
- DURA LEX SED LEX, Bienal Sur, Centro Cultural Parque de España, Rosário, Argentina (2017) [10]
- METRÓPOLE: UMA EXPERIÊNCIA PAULISTANA, Estação Pinacoteca, São Paulo, Brasil (2017)[40]
- A COR DO BRASIL, MAR [Museu de Arte do Rio], Rio de Janeiro, Brasil (2016)
- COLETIVA, iSETAN, Tokyo, Japão (2015)
- ACERVO MON – Aquisições, MON [Museu Oscar Niemeyer], Curitiba, Brasil (2015)
- SUSPICIOUS MINDS, Galeria Vermelho, São Paulo, Brasil (2013) [45]
- FOLHAS DE VIAGEM, MAC USP [Museu de Arte Contemporânea da USP], São Paulo, Brasil (2012)[40]
- 10th LATIN AMERICAN ART "TODAY", Promo-Arte Gallery Tokyo, Tóquio, Japão (2010 / 2009)
- L ́ EXPOSITION COLLECTIVE, Sycomore Art Galerie, Paris, França (2008)
- CONTEMPORAINS, Sycomore Art Galerie, Paris, França (2007)
- ACERVO, Thiergeville, Normandia, França (2006)
- LATIN AMERICAN ART TODAY, Promo-Arte Gallery, Tóquio, Japão (2005)
- CONEXÕES, Centro Cultural Paschoal Carlos Magno, Niterói, Brasil (2004)

## Coleções
- MAM [Museu de Arte Moderna], São Paulo, Brasil
- PINACOTECA DO ESTADO DE SÃO PAULO, São Paulo, Brasil
- MAR [Museu de Arte do Rio], Rio de Janeiro, Brasil
- MAC-USP [Museu de Arte Contemporânea da Universidade de São Paulo], São Paulo, Brasil
- MON [Museu Oscar Niemeyer], Curitiba, Brasil
- Instituto Cervantes, Tóquio, Japão
- NCC [Nassau Community College], Garden City, Nova York, EUA
- Projeto Leonilson, São Paulo, Brasil

## Projeto Heist Films Entertainment
O Projeto Heist Films Entertainment é a invenção de uma empresa fictícia para criar trailers de filmes que não existem, com o objetivo de discutir limites entre realidade e ficção, mecanismos de produção de imagem, indústria cultural, celebridade instantânea e propriedade intelectual. O primeiro da série foi TokyoShow [A Busca do Amor, em português].
Os trailers foram exibidos na internet e em salas de cinema (ficou 4 anos em cartaz no reserva Cultural, em São Paulo, e 1 mês em salas de cinema em Atlanta), acompanhados de todos os aparatos de divulgação utilizados pela indústria cinematográfica como cartazes, DVD, banners e divulgação na mídia, tornando-os indistinguíveis de obras “reais".
Nestes “filmes que não existem”, a utilização de cenas clichês e lugares-comuns de produções tipicamente hollywoodianas aparece como recurso fundamental para a representação, questionando a naturalização de padrões cinematográficos, no contexto de inflacionamento e circulação acelerada de imagens.
TokyoShow, o primeiro trailer do projeto, conta com a atuação de Alessandra Negrini e Nilton Bicudo.

## Filmografia
| Ano  | Título Original                         | Título em português    |
| ---- | --------------------------------------- | ---------------------- |
| 2011 | TokyoShow                               | A Busca do Amor        |
| 2012 | Gasoline                                | Hollywood em Chamas    |
| 2013 | No Diving                               | Trama Criminal         |
| 2013 | Paranormal                              | Garota diabólica       |
| 2013 | Gasoline 2 [Back to the fire]           | Hollywood em Chamas 2  |
| 2013 | Dream Waves                             | Antena dos Sonhos      |
| 2015 | Dumbo                                   | Gangsters de Nova York |
| 2016 | Sexorama                                | Boquinha de Veludo     |
|      | Gustavo von Ha - Atravessado pelo tempo |                        |
| 2017 | Arqueologia Proibida                    |                        |
| 2020 | A Casa do Grito                         |                        |

## Videoclipes
- IRA! - Efeito dominó.[52][53][54][55][56] Videoclipe produzido à distância, durante a quarentena.

## Entrevistas
- [Harper's Bazar] Redes sociais são o novo campo de batalha política https://harpersbazaar.uol.com.br/cultura/redes-sociais-sao-o-novo-campo-de-batalha-politica-diz-gustavo-von-ha-ao-circulo/
- [Revista Bravo!] Ateliê do Artista: Gustavo von Ha (youtube).
- [Revista Casa Claudia] Apê antidécor do artista visual Gustavo von Ha https://casaclaudia.abril.com.br/visita-guiada/ape-antidecor-do-artista-visual-gustavo-von-ha/
- [GloboPlay] Gustavo von Ha fala sobre seus trabalhos "inusitados" https://globoplay.globo.com/v/5166439/
- [Harper's Bazar] Inspire-se em apartamento decorado com mais de 5 mil livros https://harpersbazaar.uol.com.br/estilo-de-vida/inspire-se-em-apartamento-decorado-com-mais-de-5-mil-livros/

## Artigos
- [ArteBrasileiros] A reencenação na fotografia https://artebrasileiros.com.br/arte/a-reencenacao-na-fotografia/
- [ArteBrasileiros] Tupy or not Tupy that is the question https://artebrasileiros.com.br/arte/tupy-or-not-tupy-that-is-the-question/
- [ArteBrasileiros] "Novo MoMa" busca novas narrativas https://artebrasileiros.com.br/featured/novo-moma-busca-novas-narrativas/
- [Revista Bravo!] O duplo de Gustavo von Ha http://bravo.vc/seasons/s08e02